# Montvicq
Montvicq est une commune française, située dans le département de l'Allier en région Auvergne-Rhône-Alpes.

## Géographie

### Localisation
Montvicq est située à l'est de Montluçon.
Cinq communes sont limitrophes :
| Doyet     |          | Bézenet           |
|           | Montvicq |                   |
| Malicorne | Hyds     | Louroux-de-Beaune |

### Géologie et relief
Le bourg est repérable de très loin grâce à son église Saint-Prejet qui surplombe les 1 001 hectares de la commune.
Le point culminant de ce village bourbonnais est situé aux Marauds.

### Climat
Pour des articles plus généraux, voir Climat d'Auvergne-Rhône-Alpes et Climat de l'Allier.
En 2010, le climat de la commune est de type climat océanique dégradé des plaines du Centre et du Nord, selon une étude du CNRS s'appuyant sur une série de données couvrant la période 1971-2000. En 2020, Météo-France publie une typologie des climats de la France métropolitaine dans laquelle la commune est exposée à un climat de montagne ou de marges de montagne et est dans la région climatique Ouest et nord-ouest du Massif Central, caractérisée par une pluviométrie annuelle de 900 à 1 500 mm, maximale en automne et en hiver.
Pour la période 1971-2000, la température annuelle moyenne est de 10,9 °C, avec une amplitude thermique annuelle de 15,8 °C. Le cumul annuel moyen de précipitations est de 810 mm, avec 10,5 jours de précipitations en janvier et 7,2 jours en juillet. Pour la période 1991-2020, la température moyenne annuelle observée sur la station météorologique de Météo-France la plus proche, sur la commune de Montmarault à 10 km à vol d'oiseau, est de 11,2 °C et le cumul annuel moyen de précipitations est de 811,6 mm,. Pour l'avenir, les paramètres climatiques de la commune estimés pour 2050 selon différents scénarios d'émission de gaz à effet de serre sont consultables sur un site dédié publié par Météo-France en novembre 2022.

## Urbanisme

### Typologie
Au 1er janvier 2024, Montvicq est catégorisée commune rurale à habitat dispersé, selon la nouvelle grille communale de densité à 7 niveaux définie par l'Insee en 2022.
Elle est située hors unité urbaine. Par ailleurs la commune fait partie de l'aire d'attraction de Montluçon, dont elle est une commune de la couronne,. Cette aire, qui regroupe 58 communes, est catégorisée dans les aires de 50 000 à moins de 200 000 habitants,.

### Occupation des sols

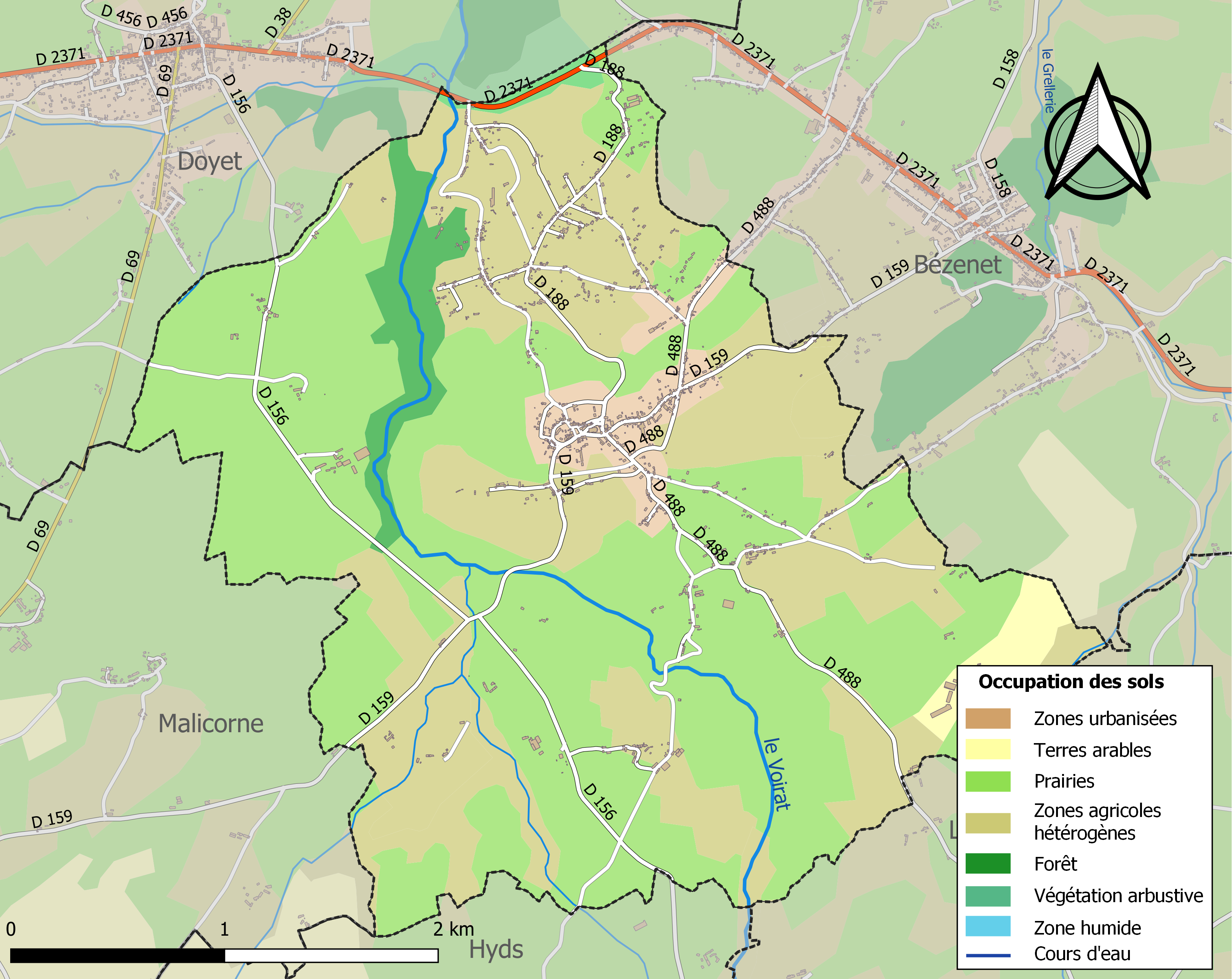
Carte des infrastructures et de l'occupation des sols de la commune en 2018 (CLC).

L'occupation des sols de la commune, telle qu'elle ressort de la base de données européenne d’occupation biophysique des sols Corine Land Cover (CLC), est marquée par l'importance des territoires agricoles (91,8 % en 2018), une proportion identique à celle de 1990 (91,8 %). La répartition détaillée en 2018 est la suivante : prairies (54,2 %), zones agricoles hétérogènes (35,8 %), zones urbanisées (4,1 %), forêts (3,7 %), terres arables (1,8 %), milieux à végétation arbustive et/ou herbacée (0,4 %).
L'IGN met par ailleurs à disposition un outil en ligne permettant de comparer l’évolution dans le temps de l’occupation des sols de la commune (ou de territoires à des échelles différentes). Plusieurs époques sont accessibles sous forme de cartes ou photos aériennes : la carte de Cassini (XVIIIe siècle), la carte d'état-major (1820-1866) et la période actuelle (1950 à aujourd'hui).

### Voies de communication et transports
Le territoire communal est traversé par la route départementale (RD) 156, reliant Doyet (au nord-ouest) à Hyds (au sud) par le lieu-dit Le Cognet (au sud-ouest du village chef-lieu) ; la RD 159, reliant Commentry et Malicorne au sud-ouest, à Bézenet au nord-est ; la RD 188, reliant la RD 2371 au nord de la commune au centre du village ; et la RD 488 reliant Bézenet (Puy Pochin) à Louroux-de-Beaune.

## Histoire
Désigné en 1357 sous le nom de Montis Vico, entouré de fortifications (le canal n'est autre que le vestige des douves).
À l'intérieur de cette enceinte, se dressaient l'ancienne église, un prieuré (habitation du curé), quelques maisons et la demeure du seigneur.
Ancien pays minier, la commune (Montvicq Bézenet) a atteint à l'époque de son faste industriel le chiffre étonnant de 6 940 habitants en 1880 avant la scission Montvicq-Bézenet. Plusieurs puits servaient à l'exploitation minière : le puits Mony, le puits Sainte-Marie. Les mines dépendaient de la Société de Commentry, Fourchambault et Decazeville.
Forts de leur expérience, les mineurs de Montvicq se sont parfois exilés pour essayer d'améliorer leur sort ; certains sont partis aux États-Unis ou en Amérique latine, d'autres dans le nord de la France. Une dizaine de mineurs originaires de Montvicq sont morts dans la catastrophe de Courrières (1906).

## Politique et administration
Magali Boulogne a été élue au premier tour des élections municipales de 2020. Le conseil municipal, réuni en mai, a désigné trois adjoints.
| Période                                  | Période                    | Identité                   | Étiquette | Qualité                                     |
| ---------------------------------------- | -------------------------- | -------------------------- | --------- | ------------------------------------------- |
| Les données manquantes sont à compléter. |                            |                            |           |                                             |
| 1919                                     | 1935                       | Gilbert Martin (1869-1938) | SFIO      |                                             |
| mars 2001                                | mars 2008                  | Armelle Hay                |           |                                             |
| mars 2008                                | avril 2014                 | René Demure                | SE        |                                             |
| avril 2014                               | mai 2020                   | Françoise Commant          |           |                                             |
| mai 2020                                 | En cours (au 11 juin 2020) | Magali Boulogne            |           | Contrôleur principal des finances publiques |

## Population et société

### Démographie
L'évolution du nombre d'habitants est connue à travers les recensements de la population effectués dans la commune depuis 1793. Pour les communes de moins de 10 000 habitants, une enquête de recensement portant sur toute la population est réalisée tous les cinq ans, les populations de référence des années intermédiaires étant quant à elles estimées par interpolation ou extrapolation. Pour la commune, le premier recensement exhaustif entrant dans le cadre du nouveau dispositif a été réalisé en 2008.

En 2022, la commune comptait 697 habitants, en évolution de −2,65 % par rapport à 2016 (Allier : −1,38 %, France hors Mayotte : +2,11 %).
| 1793 | 1800 | 1806 | 1821 | 1831 | 1836 | 1841 | 1846  | 1851  |
| ---- | ---- | ---- | ---- | ---- | ---- | ---- | ----- | ----- |
| 621  | 371  | 750  | 715  | 815  | 884  | 871  | 1 080 | 1 642 |

| 1856  | 1861  | 1866  | 1872  | 1876  | 1881  | 1886  | 1891  | 1896  |
| ----- | ----- | ----- | ----- | ----- | ----- | ----- | ----- | ----- |
| 2 864 | 2 962 | 4 753 | 5 462 | 6 242 | 2 761 | 2 877 | 2 940 | 3 047 |

| 1901  | 1906  | 1911  | 1921  | 1926  | 1931  | 1936  | 1946 | 1954 |
| ----- | ----- | ----- | ----- | ----- | ----- | ----- | ---- | ---- |
| 3 054 | 2 629 | 2 380 | 1 391 | 1 339 | 1 085 | 1 040 | 880  | 906  |

| 1962 | 1968 | 1975 | 1982 | 1990 | 1999 | 2006 | 2008 | 2013 |
| ---- | ---- | ---- | ---- | ---- | ---- | ---- | ---- | ---- |
| 873  | 830  | 802  | 677  | 677  | 685  | 726  | 736  | 728  |

| 2018 | 2022 | - | - | - | - | - | - | - |
| ---- | ---- | - | - | - | - | - | - | - |
| 724  | 697  | - | - | - | - | - | - | - |

## Culture locale et patrimoine

### Lieux et monuments

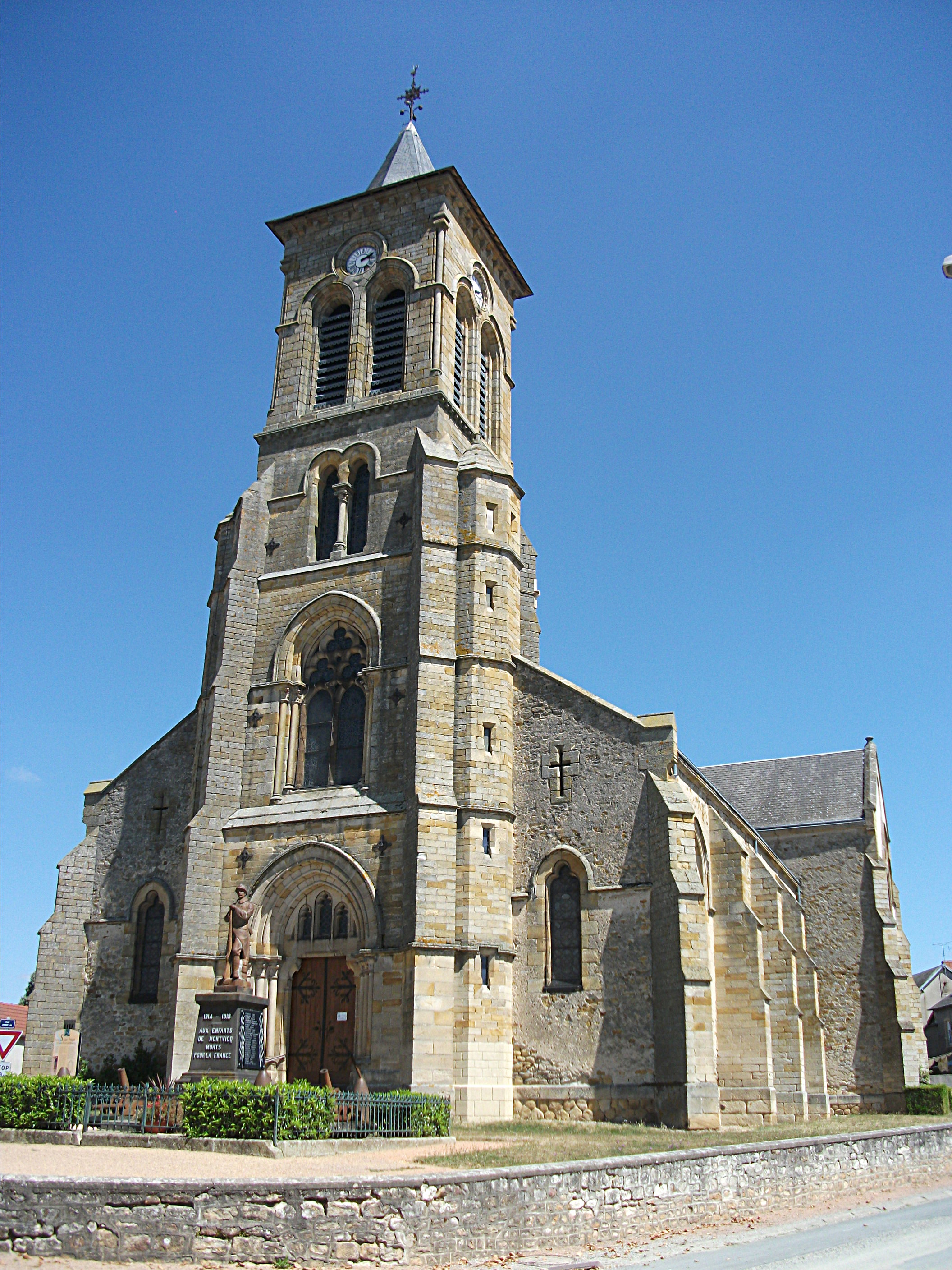
Église.

- L'église Saint-Priest de Montvicq datée du XIXe siècle a été remise au culte en 1879. Elle est la plus grande du canton. C’est une église spacieuse initialement construite pour deux communes : Montvicq et Bezenet ce qui explique sa grandeur à l’époque des mines[Note 3]. Compte tenu de la taille de cette église de Montvicq, l’association ARIEM (Association pour la restauration intérieure de l’église de Montvicq), créée en 1999, a décidé d’effectuer des travaux par tranches successives sur plusieurs années. Commencés en 2002, les travaux de restauration intérieure en plusieurs tranches ont duré jusqu'en 2015, pour une somme totale de 127 250 euros. Ayant atteint son but, l'association a été dissoute le 31 décembre 2015. Initialement, le clocher de l'église de Montvicq était surmonté d'une flèche de 17 mètres de hauteur qui ne résista pas à l'ouragan de 1952 ; celle-ci n'a jamais été reconstruite à l'identique.
- Douves et ruines de l'ancien château du XIIe siècle.
- Le Chiez de la Roche près de l'ancien château.

### Personnalités liées à la commune
- Louis Marie Émile Blanchard dit Florane (1869-1939), artiste peintre, dessinateur et illustrateur mort et enterré à Montvicq.

### Héraldique
| Blason de Montvicq | Blason  | D’argent à la croix pattée alésée de gueules, accompagnée de trois fleurs de lys mal ordonnées d’azur, chapé de sinople chargé à dextre d’un marteau de mineur et à senestre d’un pic de mineur, le tout d’or. |
| Blason de Montvicq | Détails | Le statut officiel du blason reste à déterminer. |